# Ratusz w Opolu Lubelskim
Ratusz
w Opolu Lubelskim – budynek zbudowany w XVIII wieku, zapewne na miejscu starszego, wzmiankowanego w 1688 roku. Budowla murowana wzniesiona z cegły, otynkowana. Rzut ma zbliżony do kwadratu. Posiada dwie kondygnacje na sklepionych kolebkowo piwnicach zbudowanych z kamienia. Budowla dwutraktowa. Kondygnacje są oddzielone gzymsem kordonowym, gzyms wieńczący jest profilowany. Dach jest czterospadowy. Obecnie w budynku mieści się kawiarnia. Ratusz mieści się przy Nowym Rynku.